# 阿方索·德·阿瓦洛斯

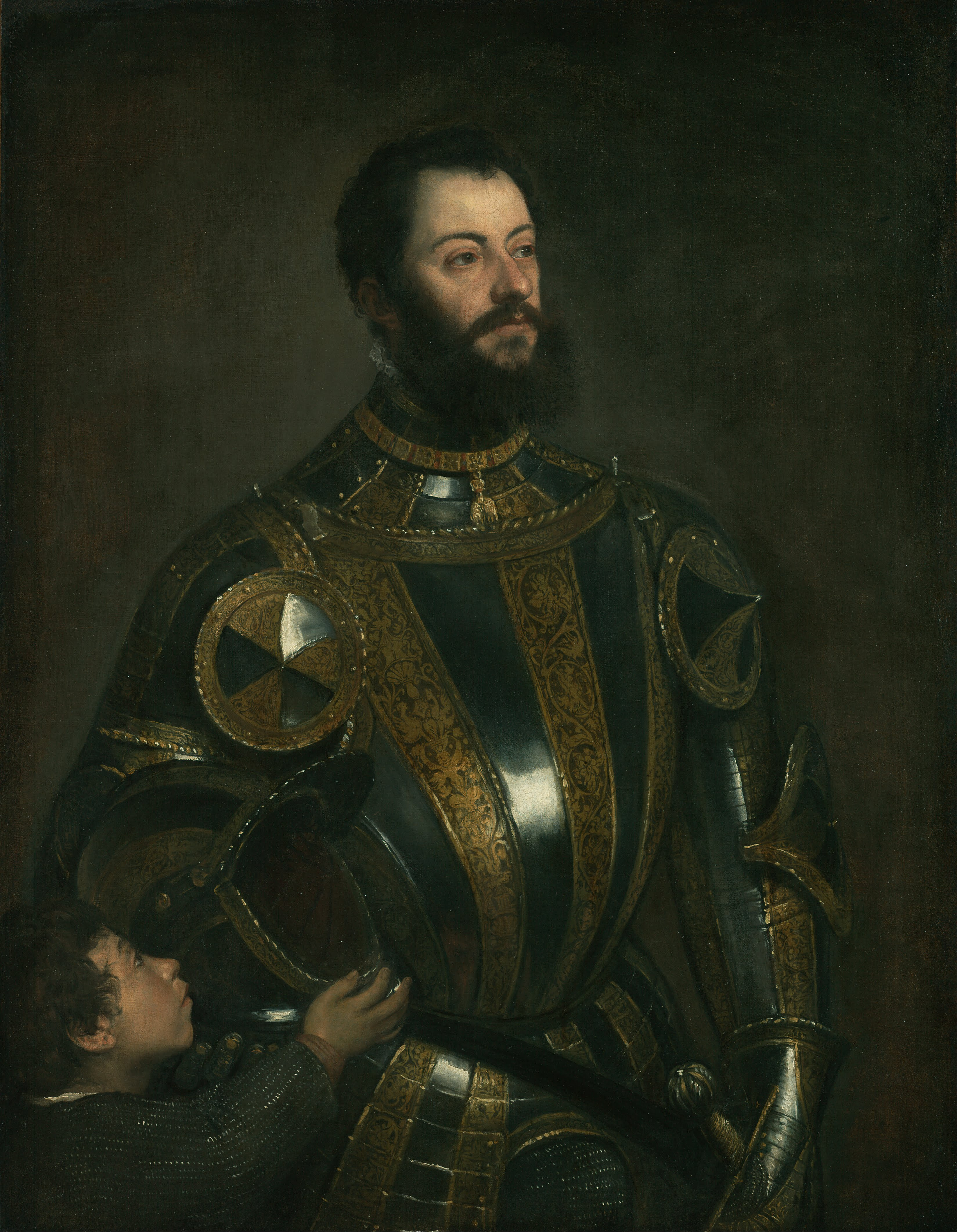
阿方索·德·阿瓦洛斯·德·阿基諾，提香1533年所繪

阿方索·德·阿瓦洛斯·德·阿基諾，第二代瓦斯托侯爵和第六代佩斯卡拉侯爵(義大利語：Alfonso d'Avalos d'Aquino)（1502年 - 1546年3月31日），是十六世紀初期效忠神聖羅馬帝國和查理五世的義大利傭兵將領，也是米蘭公國的總督和西班牙在義大利地區的軍事指揮官。

## 生平
阿方索·阿瓦洛斯出生於那不勒斯附近的伊斯基亞，是當時第五代佩斯卡拉侯爵費爾南多·德·阿瓦洛斯的堂弟。他早年生涯都在西班牙軍隊中度過，曾經參加康布雷同盟戰爭和義大利戰爭的帕維亞戰役，1526年阿方索轉投那不勒斯總督麾下作戰，被熱那亞海軍提督安德烈·多里亞俘虜。
1532年他加入查理五世的軍隊對抗鄂圖曼蘇丹蘇萊曼一世的進攻，1535年查理五世任命他為遠征突尼斯的主將，1538年又任命其為米蘭公國的總督，阿方索·阿瓦洛斯在任期內廣為贊助當地的文學與音樂的發展，義大利戰爭(1542-1546)期間阿方索在切雷索萊戰役被法軍擊敗，但帝國軍在隨後的塞拉瓦萊之戰取得決定性勝利。戰爭結束之後阿方索成為金羊毛騎士團騎士。
阿方索·德·阿瓦洛斯1532年與瑪麗亞·德·阿拉戈納結婚並有5個孩子，其中他的兒子弗朗西斯·費迪南德·阿瓦洛斯日後也成為米蘭公國的總督和哈布斯堡王室的將領。